# فرنسيسكو فاسكيز
فرنسيسكو فاسكيز (بالإسبانية: Francisco Vázquez) هو دراج مكسيكي، ولد في 19 سبتمبر 1952.

## وصلات خارجية
- فرنسيسكو فاسكيز على موقع أرشيف الدراجات (الإنجليزية)
- فرنسيسكو فاسكيز على موقع إحصائيات الدراجات الإحترافية (الإنجليزية)
- فرنسيسكو فاسكيز على موقع أوليمبيديا (الإنجليزية)